# Helge Andersson (författare)
Helge Sigvard Andersson, född 
10 februari 1923 i Genarps församling, död 21 december 1997 i Malmö, var lokalhistoriker och författare till en stor mängd artiklar och böcker om Malmö med omnejd. Han var en självlärd och omvittnat mycket kunnig hembygdsforskare.
Helge Andersson föddes i Genarp men växte upp i Husie i Malmö. Fadern var banvakt och familjen bodde i banvaktsstugan vid Hohögs station på Malmö-Genarps järnväg. Som vuxen arbetade Helge Andersson sedan under drygt fyra decennier på deltid som folkbokföringsassistent i Husie församling.
År 1944 publicerade Skånska Dagbladet en artikel av Helge Andersson om Bödkaregården, en gammal gård intill föräldrahemmet i Hohög. Den blev den första i en mycket lång rad lokalhistoriska artiklar i tidningar, tidskrifter och årsböcker, totalt flera tusen. Artiklarna uppmärksammades av Ingemar Ingers på Landsmålsarkivet i Lund och ledde till att han engagerades för att förteckna ortnamn i lantmäterihandlingar för Malmöhus och Kristianstads län, liksom i jordeböcker och bouppteckningar.
På 1940- och 1950-talen intervjuade han äldre Husie- och Genarpsbor och upptecknade dialekter, sägner och folkminnen. Han ägnade sig också åt omfattande arkivforskning i Lund, Malmö, Köpenhamn och Tyskland. Han blev 1949 medlem i Malmö fornminnesförening. Med början 1954 skrev han regelbundet artiklar i föreningens årsböcker, främst om Husie socken och Södra Sallerups socken. Han blev invald i styrelsen 1972 och var 1978–1982 dess sekreterare. Helge Andersson tilldelades 1995 Skånska Dagbladets kulturpris ”för framstående forskning inom skånsk kulturhistoria”. 
Förutom alla artiklar i tidningar och årsböcker skrev eller medverkade Helge Andersson i ett antal böcker:
- monografier om kyrkorna i Genarp, Glostorp, Husie, Lockarp, Svedala, Södra Sallerup och Västra Klagstorp
- Sägner och historier från Genarp (1954)
- Husie och Södra Sallerups församlingar (1954)
- Bara härad i slutet av 1700-talet (1958, översättning från latin till svenska av Jonas Frostensson Swananders Dissertatio gradualis de territorio Bara, 1796)
- Kommunhistoriken Bara kommun (1980, redaktör och huvudförfattare)

År 2019 beslöt Malmö stad att i framtiden skulle en gata eller plats i Husie uppkallas efter Helge Andersson. Han är begravd på Husie kyrkogård.